# Radio Top 40
Radio Top 40 ist ein privater Rundfunksender in Thüringen. Die Thüringer Landesmedienanstalt (TLM) als Kontrollorgan teilte die entsprechende Sendelizenz der Antenne Thüringen GmbH & Co. KG zu. Studio und Technik sind daher in den Räumen von Antenne Thüringen in Weimar integriert.

## Geschichte
Radio Top 40 ging am 28. April 1997 im Rahmen des DAB-Pilotprojektes Sachsen auf Sendung. Dabei handelte es sich anfänglich um ein Gemeinschaftsprojekt von Radio SAW, Antenne Thüringen und Radio PSR. Ein Neustart erfolgte am 1. April 2000 in Weimar unter Federführung von Antenne Thüringen. Das Programm ist seit ca. Ende 2008 als Alternative CHR-Format ausgerichtet.
Bereits ab Herbst 2008 existierte ein zusätzlicher radio TOP 40 ELECTRO Stream, auf dem Teile des traditionellen Radio-Top-40-Musikprogramms unmoderiert als Webchannel angeboten wurden. Dieser Stream existiert heute nicht mehr, dafür die Streams radio TOP 40 LIVE Stream, radio TOP 40 CLUB SOUND und der radio-TOP-40-CHARTS-Stream. Des Weiteren gab es den radio TOP 40 URBAN Stream, der Anfang 2020 in radio TOP 40 Hip Hop Selected umbenannt worden war. Im Jahr 2021 wurde dieser eingestellt. Daneben gibt es kostenlose Apps für iPhone und Android.

## Zielgruppe
Das Programm ist vor allem auf die Bedürfnisse von Jugendlichen und jungen Erwachsenen Hörern ausgerichtet. Die Musik unterscheidet sich deutlich von den anderen Sendern in Thüringen. Nachrichten sind regional ausgerichtet, sie werden von aktuellen Verkehrsmeldungen und Veranstaltungshinweisen für die Region ergänzt. Der aktuelle Claim ist: „radio TOP 40 – Top Vibes, Top Music!“

## Programm

### Montag bis Freitag
Zum täglichen Programmbestandteil des Senders gehören u. a.:
- 05 bis 10 Uhr: Die radio TOP 40 Morningshow[3] mit Max
- 10 bis 13 Uhr: Radio Top 40 Workflow[4] mit Nadine Rodenbostel
- 13 bis 19 Uhr: Dein Nachmittag mit Lukas[5] mit Lukas Fröhlich

Neben den täglichen Sendungen gibt es abwechselnde Abendsendungen. Jeden Mittwoch ab 20 Uhr läuft die Die radio TOP 40 TikTok Show mit Kevin Funk und Freitags von 21 bis 0 Uhr der radio TOP 40 Clubsound mit U-Beats (DJ aus Jena) bzw. jeden Samstag ab 22 Uhr mit Gentleman (DJ aus Weimar). In der restlichen Zeit läuft ein reines Musikprogramm ohne Moderation.

### Wochenende
Am Samstag gibt es 4 Stunden moderiertes Programm. Die restliche Wochenende gibt es ein reines Musikprogramm ohne Moderation, was ganz dem Motto „Maximum Musik“ entspricht. Ebenfalls entfallen teilweise die Servicebeiträge (Nachrichten, Wetter und Verkehr).
- 09 bis 13 Uhr: Die radio TOP 40 Morningshow[3] mit Lukas Fröhlich

### Stationsvoice
Die Stimme von Radio Top 40 stellt die ehemalige Moderatorin des Senders, Anna Steinhardt.

## Marktanteil und Vermarktung
Im Gegensatz zu den anderen Privatsendern im Freistaat Thüringen wird die Reichweite bzw. der Marktanteil des Senders nicht direkt publiziert. Die Vermarktung der Werbezeiten erfolgt in Form der sogenannten Radio-Kombi Thüringen. Radio Top 40 und Antenne Thüringen vermarkten ihre Werbezeiten über diese Plattform gemeinsam. Die Zahlen der Radio-Kombi sind auch die einzigen öffentlich publizierten Anhaltspunkte hinsichtlich des Marktanteils des Senders im Sendegebiet. In der werberelevanten Zeit von Montag bis Freitag von 6:00 bis 18:00 Uhr kommt Radio Top 40 demnach auf rund 29.000 Hörer, am Wochenende samstags auf 24.000 und sonntags auf 5.000 Hörer.

### Hörerzahlen
Die Marktanteilszahlen der „Media-Analyse“ (ma) für alle Radio- und Online-Dienste in Deutschland geben den Durchschnitt aller Hörer an den 7 Tagen einer bestimmten Woche eines Radiosenders wieder – stundenweise gegliedert nach „Montag–Freitag“, „Samstag“ und „Sonntag“.
Die folgende Tabelle stellt ausschnittsweise jeweils den Durchschnitt der Hörer im Zeitraum „Montag–Freitag“, 6.00–18.00 Uhr,
| ma Radio/Audio   | 2016 Radio IIb | 2017 Radio Ia | 2017 Audioc | 2018 Audio I | 2018 Audio II | Audio 2019 I | Audio 2019 II | Audio 2020 I | Audio 2020 II |
| Hörer die ∅-Std. | 32.000         | 26.000        | 28.000      | 33.000       | 31.000        | 25.000       | 21.000        | 23.000       | 22.000        |

| ma Radio/Audio   | 2021 Audio I | 2021 Audio II | 2022 Audio I | 2022 Audio II | 2023 Audio I | 2023 Audio II | 2024 Audio I | 2024 Audio II | 2025 Audio I | 2025 Audio II |
| Hörer die ∅-Std. | entfield     | 19.000        | 21.000       | 22.000        | 23.000       | 19.000        | 13.000       | 14.000        | 15.000       | 23.000        |

a Veröffentlichung jeweils im 1. Halbjahr
b Veröffentlichung jeweils im 2. Halbjahr
c identisch mit ma 2017 Radio II Update
d entfiel wegen Covid-19

## Empfang
Das Programm ist in den Ballungsräumen über 17 UKW-Frequenzen sowie landesweit über Kabel zu empfangen. Zudem wurde Radio Top 40 am 1. Oktober 2005 auch über Satellit auf Astra, 19,2 Grad Ost aufgeschaltet. Eingesetzt wurde der Transponder von T-Systems, 12,633 GHz horizontal (SR 22.000, FEC 5/6). Der Sender nutzte die Satelliten-Abstrahlung zwischenzeitlich auch als Zuführung für die UKW-Frequenzen. Die Ausstrahlung über Satellit wurde zum 1. Mai 2016 eingestellt. Zudem kann man Radio Top 40 auch weltweit über den Livestream (Internetradio) hören, der mit 192 kbit/s in herkömmlicher Übertragungsqualität bereitgestellt wird. Seit Ende Oktober 2021 kann man Radio top 40 auch in Erfurt und Weimar über dab+ empfangen.
UKW-Frequenzen
| Stadt          | Frequenz  | Leistung |
| -------------- | --------- | -------- |
| Altenburg      | 98,4 MHz  | 0,5 kW   |
| Eisenach       | 93,5 MHz  | 0,2 kW   |
| Erfurt         | 88,6 MHz  | 0,5 kW   |
| Gera           | 95,3 MHz  | 0,5 kW   |
| Gotha          | 90,8 MHz  | 0,063 kW |
| Ilmenau        | 94,8 MHz  | 0,1 kW   |
| Jena           | 94,8 MHz  | 0,2 kW   |
| Mühlhausen     | 93,8 MHz  | 0,2 kW   |
| Nordhausen     | 103,0 MHz | 0,1 kW   |
| Pößneck        | 98,9 MHz  | 0,2 kW   |
| Saalfeld/Saale | 97,6 MHz  | 0,05 kW  |
| Sömmerda       | 91,0 MHz  | 0,1 kW   |
| Sondershausen  | 90,7 MHz  | 0,2 kW   |
| Sonneberg      | 88,8 MHz  | 0,1 kW   |
| Suhl           | 101,3 MHz | 1,3 kW   |
| Weimar         | 107,2 MHz | 0,3 kW   |